# Секкі (місячний кратер)
Кратер Секкі (лат. Secchi) — кратер на видимому боці Місяця, між морями Достатку та Спокою. Діаметр — 22 км, координати центру — 2°24′ пн. ш. 43°34′ сх. д. / 2.40° пн. ш. 43.56° сх. д.. Названий на честь Анджело П'єтро Секкі — італійського священика й астронома, відомого як «батько астрофізики». Ця назва була затверджена Міжнародним астрономічним союзом 1935 року. Кратер із такою ж назвою існує на Марсі.
Кратер Секкі розташований у межах гір Секкі — невисокого просторого узвишшя, що розділяє моря Достатку та Спокою. На південний схід від нього Море Достатку перетинають кілька борозен, відомі як борозни Секкі (лат. Rimae Secchi). За 90 км на північний схід знаходиться великий кратер Тарунцій, а за 120 км на північний захід — невеликий кратер Церінгер.
Вал кратера Секкі найвищий на північному сході, де сягає висоти 2,0 км над рівнем дна. На півдні він має 8-кілометрову прогалину; дещо зруйнований і його північний край. Дно, крім північно-східної частини, нерівне.

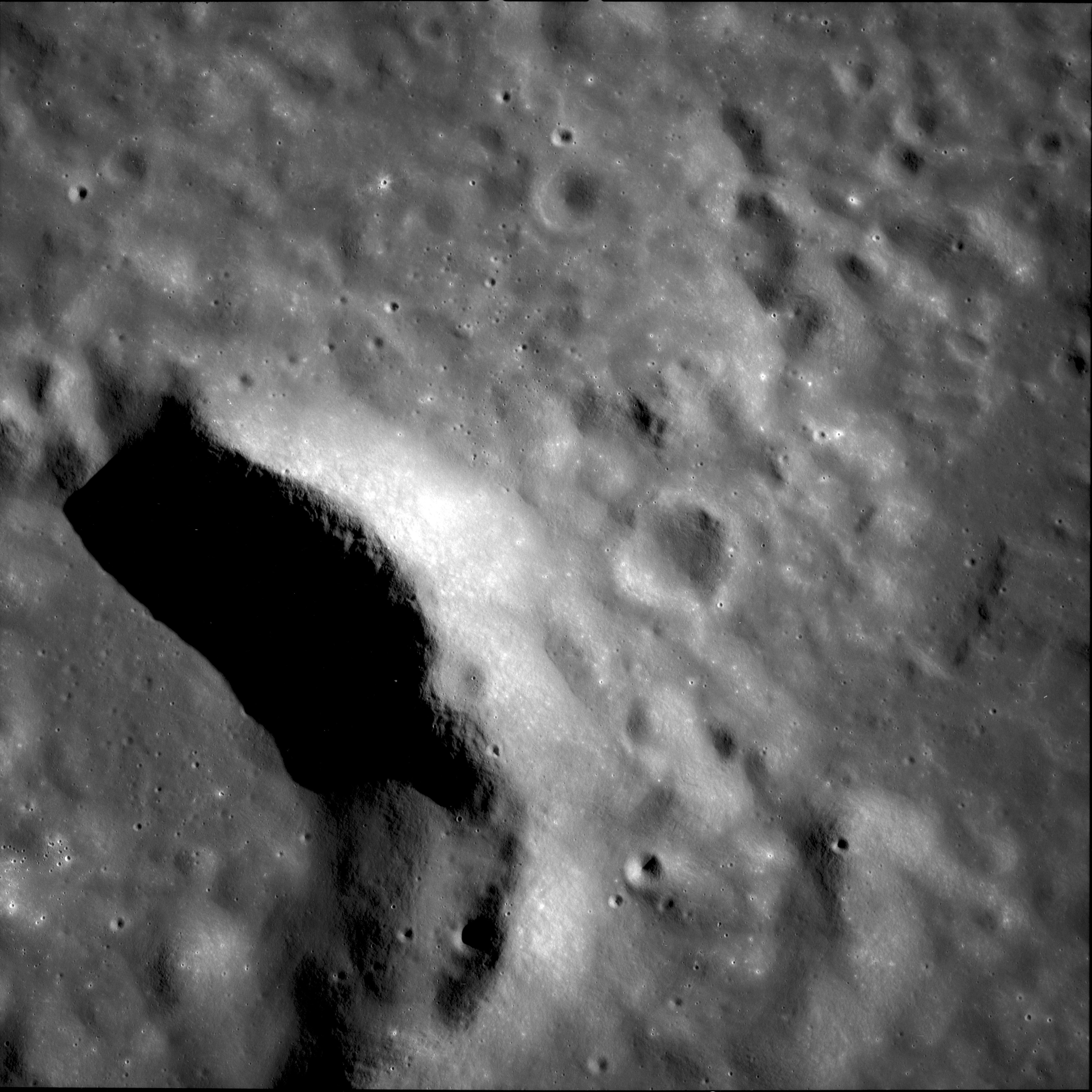
Східна частина валу Секкі (фото «Аполлона-11», 1969)
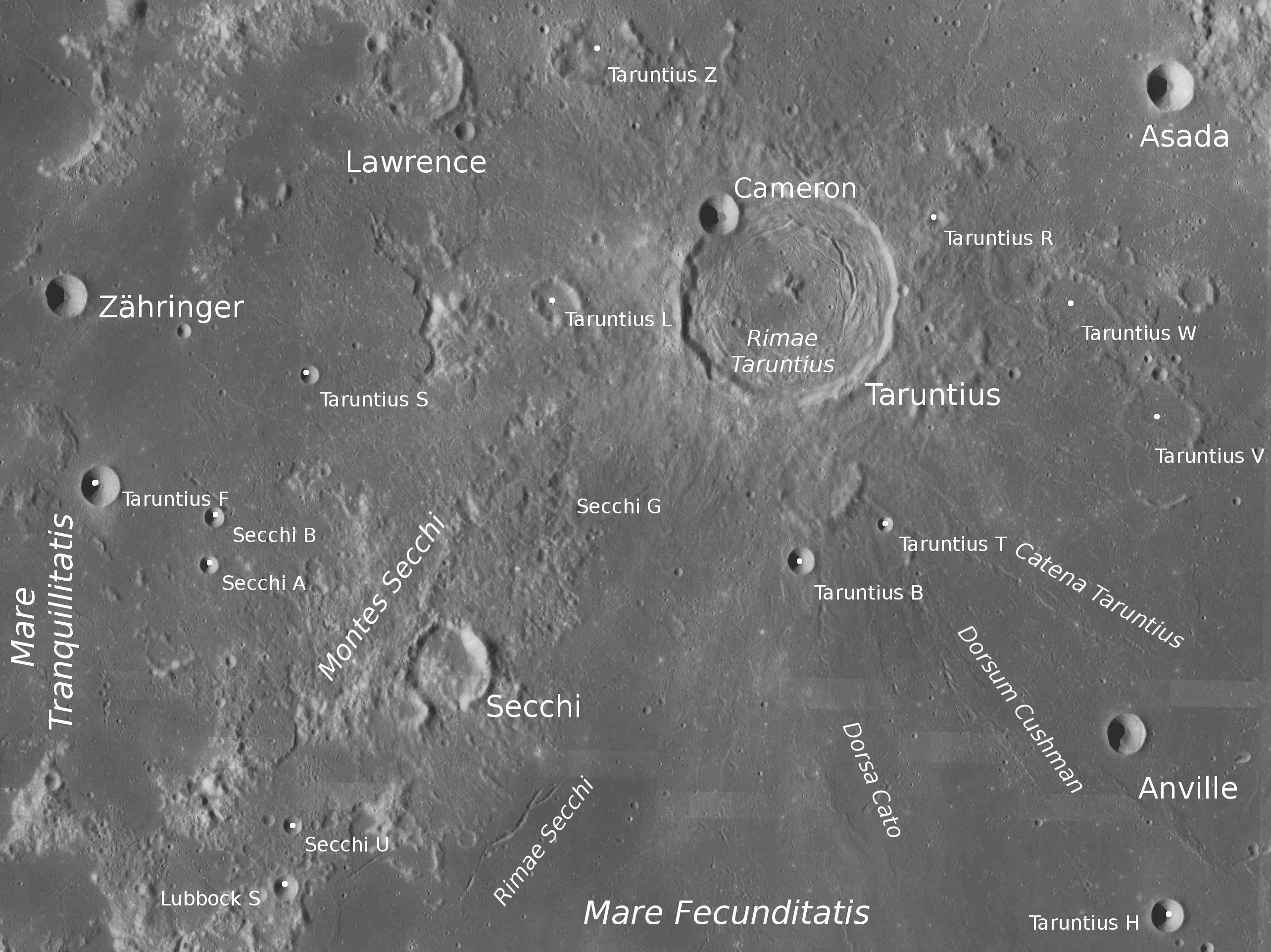
Карта околиць кратера

## Сателітні кратери
Ці кратери, розташовані в околицях Секкі, названо його ім'ям з доданням великої латинської літери.
| Секкі | Координати                                              | Діаметр, км |
| ----- | ------------------------------------------------------- | ----------- |
| A     | 3°16′ пн. ш. 41°28′ сх. д. / 3.26° пн. ш. 41.47° сх. д. | 5           |
| B     | 3°40′ пн. ш. 41°31′ сх. д. / 3.66° пн. ш. 41.52° сх. д. | 5           |
| G     | 3°56′ пн. ш. 44°34′ сх. д. / 3.94° пн. ш. 44.57° сх. д. | 7           |
| K     | 0°10′ пд. ш. 45°30′ сх. д. / 0.17° пд. ш. 45.50° сх. д. | 6           |
| U     | 1°05′ пн. ш. 42°11′ сх. д. / 1.08° пн. ш. 42.19° сх. д. | 5           |
| X     | 0°46′ пд. ш. 43°40′ сх. д. / 0.77° пд. ш. 43.67° сх. д. | 5           |